# Pučálka
Pučálka nebo pálenec je staročeské jídlo z naklíčeného hrachu, které bylo konzumováno především o předvelikonočním půstu, na Moravě např. na Smrtnou neděli, neboli v den rituálu vynášení Morany. První zmínka o ní pochází z postily Jana Rokycany z 15. století. Základem přípravy je nabobtnání hrachu ve vodě asi jeden den a po slití vody následném naklíčení po dobu několika dní. Poté se naklíčený hrách nasucho pražil či pekl, později se i smažil na tuku, a podával na slano či na sladko. Pučálka se také pražila přímo na ulici a prodávaly ji tzv. pučálnice. Dále se po ní nazývala první postní neděle či počátek předvelikonočního půstu.
V hrachu během klíčení stoupne obsah vitamínů A, B a C.
Název pučálka odkazuje k procesu při její přípravě – klíčení neboli pučení.

## Příprava
Příprava pučálky spočívá ve dvou krocích: naklíčení hrachu a tepelné úpravě.

### Klíčení
Je třeba použít hrách, který je schopný klíčení, tj. musí být celý, neloupaný, nepředvařený. Před použitím je vhodné ho přebrat, odstranit slupky, rozpadlá semena, nečistoty apod. a propláchnout vodou.

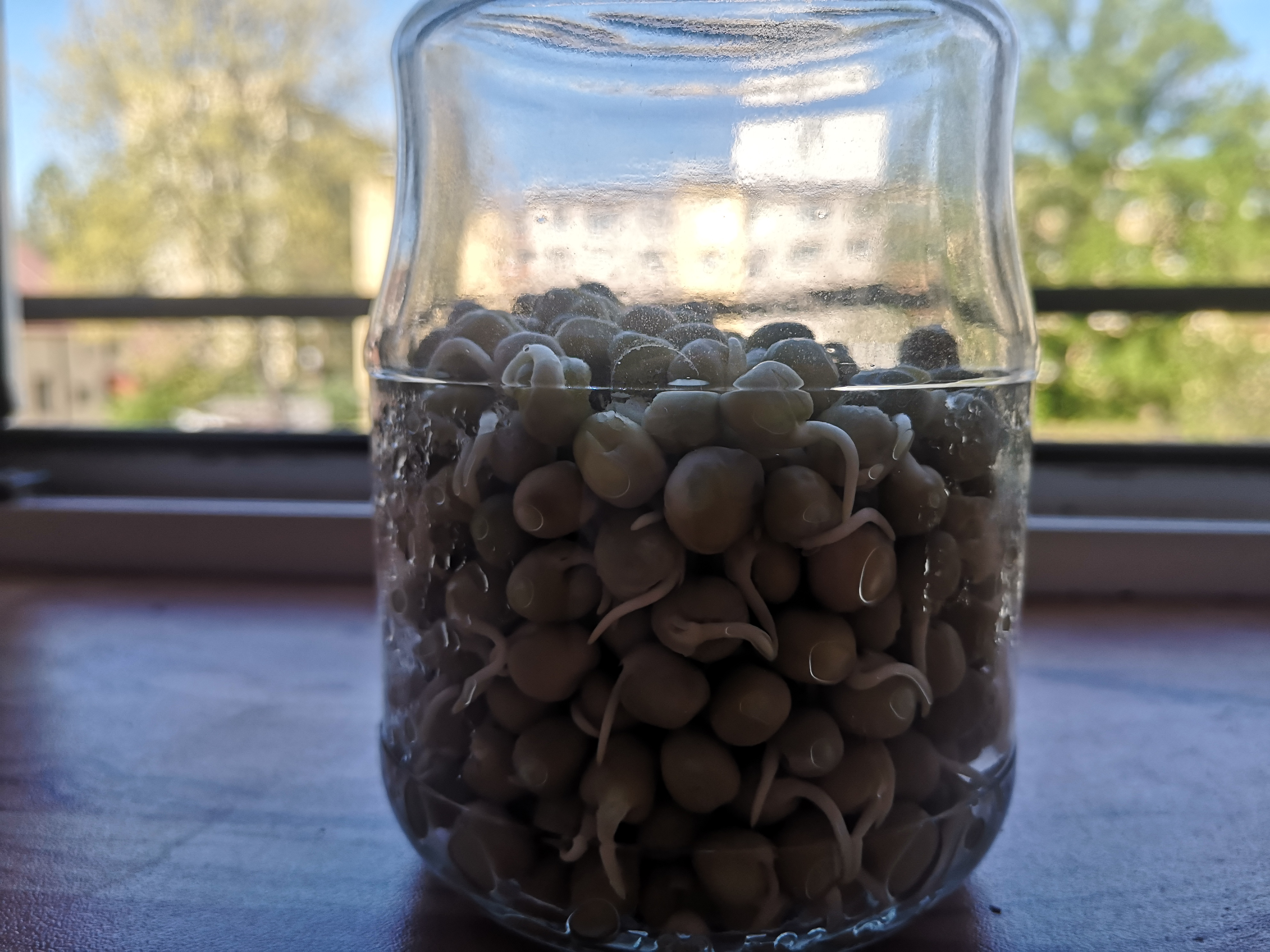
Naklíčený hrách po 2 ½ dnech

- 1. den: dát do zavařovací sklenice (nebo víc sklenic a podobných nádob) a zalít asi dvounásobným množstvím vody (nabyde až 4-5×), případně dolít vodou, pokud by hrách byl na suchu, zakrýt proti prachu a hmyzu (talířek, fólie), nechat třeba na okně (ne na přímém slunci)
- 2. den: propláchnout vodou, vrátit do sklenice (už bez vody), zakrýt např. potravinářskou fólií s pár dírami (aby to mohlo dýchat, a zároveň nevyschlo, nemohl k tomu hmyz apod.)
- 3. den: už by měly být vidět klíčky, 0,5-1 cm; lze už použít, nebo znovu propláchnout, zakrýt a nechat ještě jeden den klíčit
- 4. den: klíčky okolo 1 cm, už je vhodné sníst

Podobně lze naklíčit i jiné luštěniny.

### Opečení
Teprve opečením se z naklíčeného hrachu stane pučálka. Lze pražit nasucho, ale také osmahnout na másle, sádle či jiném tuku.

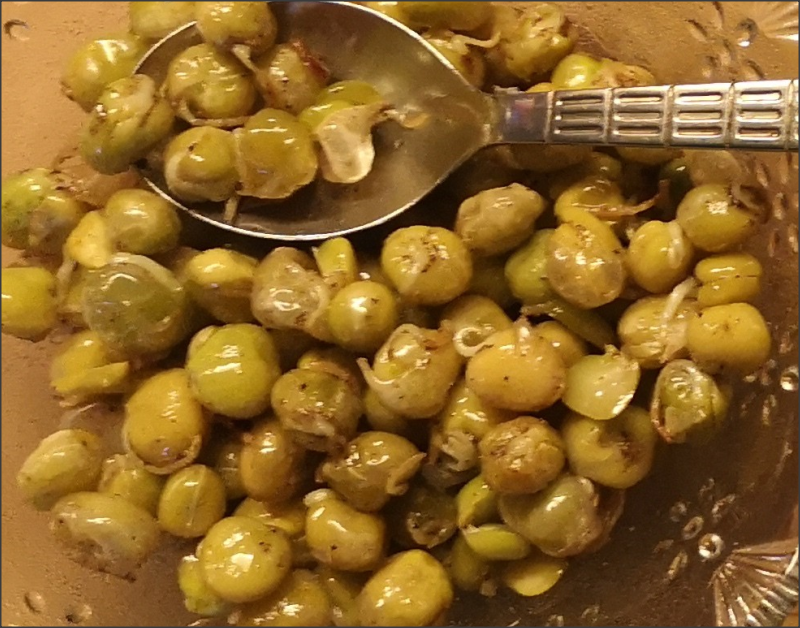
Pučálka, naklíčený a opečený hrách, detail

- Na pánev dáme 1-2 lžíce másla, případně jiného tuku, a rozehřejeme
- Přidáme naklíčený hrách (případně dle množství jen část; po opečení části pokračujeme s další částí), osolíme a případně opepříme
- Opékáme 3-5 minut na silném plameni, spíše natřásáme než mícháme
- Po opečení (dle chuti) dáme stranou, případně přidáme další dávku
- Ochutíme naslano či nasladko

Opečený hrách dochutíme solí nebo krupicovým cukrem dle chuti (ke sladké variantě lze přidat rozinky). Další varianty: lze přidat smaženou cibulku, slaninu, chilli, hořčici, nebo v sladké variantě med, skořici, povidla, sušené švestky.
Tradičně se podává se lžící.